# 마니산
마니산(摩尼山)은 인천광역시의 강화도에 있는 해발 472.1 m의 산이다.
《고려사》,《세종실록지리지》,《태종실록》 등에는 머리, 우두머리라는 뜻의 마리산(摩利山) 또는 두악(頭嶽)이라고 기록하고 있는데, 마리(摩利)는 머리의 중세 동형어인 마리의 취음표기이다.
산 꼭대기에는 제단인 참성단이 있으며, 전국체육대회 성화를 이곳에서 채화한다.

## 역사 및 전설

### 단군 관련
마니산 정상에는 단군이 쌓고 제사를 지냈다는 참성단이 있다.

## 볼 만한 곳
- 참성단
- 참성단 중수비
- 바위 능선

## 같이 보기
- 한국의 산
- 강화도
- 참성단